# ارجیس
ارجیس (انگلیسی: Ergis) شرکت صنایع شیمیایی لهستانی است، که در سال ۱۹۹۸ تأسیس شد.